# Kantoni departmaja Ariège
Sledi seznam 13 kantonov departmaja Ariège v Franciji po reorganizaciji francoskih kantonov, ki je začela veljati marca 2015:
- Arize-Lèze
- Couserans Est
- Couserans Ouest
- Foix
- Haute-Ariège
- Mirepoix
- Pamiers-1
- Pamiers-2
- Pays d'Olmes
- Portes d'Ariège
- Portes du Couserans
- Sabarthès
- Val d'Ariège